# (1905) Ambartsumian
(1905) Ambartsumian (aussi nommé 1972 JZ) est un astéroïde de la ceinture principale, découvert le 14 mai 1972 par Tamara Smirnova à l'observatoire d'astrophysique de Crimée, en Ukraine. 
Il a été nommé en hommage à Viktor Ambartsumian, astronome et astrophysicien arménien.